# Jessy Moulin
Jessy Moulin (Valence, Francia, 13 de enero de 1986) es un exfutbolista francés que jugaba de portero.

## Estadísticas
[ Actualizado al último partido disputado en su carrera deportiva.
| Club                           | Div.          | Temporada     | Liga  | Liga  | Copas nacionales | Copas nacionales | Copas internacionales | Copas internacionales | Total | Total |
| Club                           | Div.          | Temporada     | Part. | Goles | Part.            | Goles            | Part.                 | Goles                 | Part. | Goles |
| ------------------------------ | ------------- | ------------- | ----- | ----- | ---------------- | ---------------- | --------------------- | --------------------- | ----- | ----- |
| A. C. Arles-Avignon Francia    | 3.ª           | 2008-09       | 26    | 0     | 1                | 0                | —                     | —                     | 27    | 0     |
| A. C. Arles-Avignon Francia    | Total club    | Total club    | 26    | 0     | 1                | 0                | 0                     | 0                     | 27    | 0     |
| Fréjus St-Raphaël Francia      | 3.ª           | 2009-10       | 16    | 0     | 1                | 0                | —                     | —                     | 17    | 0     |
| Fréjus St-Raphaël Francia      | Total club    | Total club    | 16    | 0     | 1                | 0                | 0                     | 0                     | 17    | 0     |
| A. S. Saint-Étienne II Francia | 4.ª           | 2010-11       | 9     | 0     | —                | —                | —                     | —                     | 9     | 0     |
| A. S. Saint-Étienne Francia    | 1.ª           | 2010-11       | 3     | 0     | 0                | 0                | —                     | —                     | 3     | 0     |
| A. S. Saint-Étienne Francia    | 1.ª           | 2011-12       | 0     | 0     | 0                | 0                | —                     | —                     | 0     | 0     |
| Clermont Foot Francia          | 2.ª           | 2011-12       | 2     | 0     | 3                | 0                | —                     | —                     | 5     | 0     |
| Clermont Foot Francia          | Total club    | Total club    | 2     | 0     | 3                | 0                | 0                     | 0                     | 5     | 0     |
| A. S. Saint-Étienne II Francia | 4.ª           | 2012-13       | 4     | 0     | —                | —                | —                     | —                     | 4     | 0     |
| A. S. Saint-Étienne Francia    | 1.ª           | 2012-13       | 0     | 0     | 1                | 0                | —                     | —                     | 1     | 0     |
| A. S. Saint-Étienne II Francia | 5.ª           | 2013-14       | 1     | 0     | —                | —                | —                     | —                     | 1     | 0     |
| A. S. Saint-Étienne Francia    | 1.ª           | 2013-14       | 0     | 0     | 1                | 0                | 0                     | 0                     | 1     | 0     |
| A. S. Saint-Étienne Francia    | 1.ª           | 2014-15       | 0     | 0     | 0                | 0                | 0                     | 0                     | 0     | 0     |
| A. S. Saint-Étienne II Francia | 5.ª           | 2015-16       | 2     | 0     | —                | —                | —                     | —                     | 2     | 0     |
| A. S. Saint-Étienne II Francia | Total club    | Total club    | 16    | 0     | 0                | 0                | 0                     | 0                     | 16    | 0     |
| A. S. Saint-Étienne Francia    | 1.ª           | 2015-16       | 0     | 0     | 1                | 0                | 1                     | 0                     | 2     | 0     |
| A. S. Saint-Étienne Francia    | 1.ª           | 2016-17       | 6     | 0     | 1                | 0                | 4                     | 0                     | 11    | 0     |
| A. S. Saint-Étienne Francia    | 1.ª           | 2017-18       | 4     | 0     | 2                | 0                | —                     | —                     | 6     | 0     |
| A. S. Saint-Étienne Francia    | 1.ª           | 2018-19       | 1     | 0     | 0                | 0                | —                     | —                     | 1     | 0     |
| A. S. Saint-Étienne Francia    | 1.ª           | 2019-20       | 5     | 0     | 4                | 0                | 2                     | 0                     | 11    | 0     |
| A. S. Saint-Étienne Francia    | 1.ª           | 2020-21       | 29    | 0     | 0                | 0                | —                     | —                     | 29    | 0     |
| A. S. Saint-Étienne Francia    | Total club    | Total club    | 48    | 0     | 10               | 0                | 7                     | 0                     | 65    | 0     |
| E. S. Troyes A. C. Francia     | 1.ª           | 2021-22       | 7     | 0     | 1                | 0                | —                     | —                     | 8     | 0     |
| E. S. Troyes A. C. Francia     | 1.ª           | 2022-23       | 0     | 0     | 0                | 0                | —                     | —                     | 0     | 0     |
| E. S. Troyes A. C. Francia     | Total club    | Total club    | 7     | 0     | 1                | 0                | 0                     | 0                     | 8     | 0     |
| Total carrera                  | Total carrera | Total carrera | 115   | 0     | 16               | 0                | 7                     | 0                     | 138   | 0     |
| 1. 2.                          |               |               |       |       |                  |                  |                       |                       |       |       |

## Palmarés

### Títulos nacionales
| Título          | Club                | País    | Año     |
| --------------- | ------------------- | ------- | ------- |
| Copa de la Liga | A. S. Saint-Étienne | Francia | 2012-13 |